# جامعة الفاشر
جامعة الفاشر هي جامعة حكومية سودانية وعضواً في اتحاد الجامعات السودانية والعربية والأفريقية، ولها اتفاقيات تعاون مع جامعات إقليمية ودولية. يرجع تاريخ نشأتها إلى نوفمبر 1975 حيث أصدر رئيس الجمهورية الأسبق جعفر محمد نميري القرار الجمهوري رقم - 8 - الذي قضى بإنشاء جامعة بدارفور، ولكن لم يتحقق ذلك إلا في عام 1990 حيث أصدر رئيس الجمهورية عمر حسن أحمد البشير القرار الجمهوري رقم - 142 - بإنشاء جامعة في دارفور تحت اسم "جامعة الفاتح من سبتمبر"، و تم افتتاحها رسمياً بمدينة الفاشر حاضرة دارفور الكبرى وقتها في فبراير 1991 في مباني تتبع لشركة (ريكي الإيطالية) غرب مطار الفاشر وجنوب مدرسة الفاشر الثانوية سابقاً، والتي كانت تعمل في إنشاء بعض الطرق الداخلية بالولاية.
وفي عام 1993 تم تقسيم إقليم دارفور إلى ثلاث ولايات فاستقلت كل ولاية بالكلية التي فيها لتصبح نواة لجامعة، وعليه صارت الكليات المتبقية من جامعة الفاتح من سبتمبر نواة لجامعة الفاشر بحاضرة ولاية شمال دارفور .
تطورت هذه المؤسسة فانضم إلى رحابها معهد إعداد المعلمين الفاشر بمبانيه ومساحته والذي انتقلت إليه كلية التربية، تاركةً مباني شركة ريكي لإدارة الجامعة وكلية الطب، فأنشئت فيها المشرحة والمكتبة المركزية والقاعات والمعامل ونشاط الطلاب والمرافق الخدمية الأخرى. ثم أُلحقت بها مدرسة الفاشر الثانوية بمبانيها ومساحتها في العام 1994 لتصبح نواةً لمجمع الكليات والذي يضم بداخله كلية علوم البيئة والموارد الطبيعية وكلية التنمية البشرية وكلية التربية لمعلمي الأساس. ثم توسعت الجامعة فضمت إليها مدرسة المعاونين الصحيين لتصبح نواة لكلية العلوم الصحية التطبيقية، ثم ألحقت بها مركز تدريب الشباب بالفاشر والذي يضم بداخله معهد القرآن الكريم وكلية الشريعة والقانون، بالإضافة لإنشاء المراكز البحثية وأيضاً المزارع التجريبية في كل من ساق النعام وكبكابية ثم المدينة الجامعية لسكن الطلاب والطالبات وسكن الأساتذة.

## كليات ومراكز ومعاهد الجامعة
الكليات:
- كلية الطب.
- كلية طب الأسنان.
- كلية علوم المختبرات الطببة.
- كلية الهندسة.
- كلية البيطرة.
- كلية الاقتصاد والعلوم السياسية.
- كلية علوم الحاسوب وتقنية المعلومات
- كلية العلوم الرياضية.
- كلية الموارد.
- كلية التربية.
- كلية التنمية البشرية.
- كلية التربية الأساس .
- كلية آداب .
- كلية الشريعة والقانون .
- كلية العلوم الصحية .
- كلية الدراسات العليا .
- كلية تنمية المرأة .

المراكز والمعاهد:
- مركز دراسات السلام .
- مركز الحاسوب .
- معهد القرآن الكريم .
- مركز الدعوة والإرشاد .
- مركز أبحاث تراث دارفور .
- مركز التطوير المستمر .

## رسالة وأهداف الجامعة
الرسالة:
الاهتمام بقضايا التنمية البشرية، والفكر والقيم الدّينية، والبيئية، وإجراء البحوث العلمية التطبيقية المرتبطة بحاجيات المجتمع المحلي والقومي .
الأهداف:
- توكيد هوية الأمة السودانية وتأصيلها من خلال المنهج.
- إجراء البحوث العلمية التطبيقية المرتبطة بحاجات المجتمع المحلي والقومي في سبيل خدمته والارتقاء به.
- ابتكار التقنية وتوظيفها لخدمة المجتمع السوداني بالتعاون مع الجامعات ومؤسسات التعلييم العالي الأخرى بالبلاد.
- الاهتمام بالبيئة السودانية عامة وبيئة ولاية شمال دارفور بصفة خاصة وتأهيل الكادر القادر على ترقيتها وحل قضايا الولاية المتعلقة بالبيئة.
- التفاعل مع المواطن في الريف بتفهم مشاكله والاعتراف بمعرفته وخبرته والعمل معه على تطويرها وفق حاجته وقيمه .
- الاهتمام بقضايا التنمية البشرية والفكر والقيم الدينية.
- إعداد الطلاب ومنحهم الإجازات العلمية.
- الانفتاح على الدول الإفريقية وتوطيد الصلات معها ونقل الحضارة الإسلامية إليها.
- تقوية الصلاة العلمية والثقافية والتقنية مع دول شمال إفريقيا.
- الإسهام في تحديث أسلوب العمل العلمي والإداري والإنتاجي والعمل على استيعاب التقنية الحديثة وتطويرها وربطها بحاجات البيئة السودانية.

## دور الجامعة في خدمة المجتمع
بجانب اهتمام الجامعة بالدراسات الأكاديمية النظامية، فقد اهتمت أيضا ً بتوفير احتياجات المجتمع من تعليم وتأهيل وبناء القدرات من خلال وحداتها المختلفة مثل مركز دراسات السلام – مركز الدعوة والإرشاد وكلية تنمية المجتمع حيث تميّزت وبادرت مؤسسات الجامعة المعنية بتنظيم ورش العمل والدورات التدريبية والندوات والدراسات الأكاديمية مقدمة أنجح الحلول لمشكلات المجتمع.

## مديرون سابقون تعاقبو عليها
وهم:
| إسم المدير                         |  |  | الفترة      |
| بروفيسور الأمين عبد الله الكارب    |  |  | 1990 - 1991 |
| بروفيسور إبراهيم الأمين حجر        |  |  | 1991 - 1993 |
| بروفيسور فتحي محمد خليفة ابريل     |  |  | 1993 - 1996 |
| بروفيسور محمود موسى محمود          |  |  | 1997 - 1999 |
| بروفيسور عبد الباقي محمد أحمد كبير |  |  | 1999 - 2002 |
| بروفيسور عبد الله عبد الحي أبو بكر |  |  | 2002 - 2012 |
| البرفيسور عثمان عبد الجبار عثمان   |  |  | 2012 - 2017 |
| بروفيسور الجيلاني علي الأمين       |  |  | 2017- 2019  |